# Диванхана
Диванхана је једна од просторија градских кућа српско-балканског стила, нека врста дневне собе за разговор, а такође и салона за пријем. Традиционални оријентални просторни концепт, произашао из некадашњих затворених унутрашњих дворишта, подразумева средишњи хол око којег су распоређене остале одаје, а једна од њих је и диванхана.

## Диванхане у Београду
У Београду се могу видети у Конаку кнегиње Љубице, Милошевом конаку и Музеју Вука и Доситеја. У Конаку кнегиње Љубице налазе се три диванхане. У приземљу једна и на спрату две. 
Диванхана у приземљу је од осталог простора издвојена помоћу два степеника, а оивичена је низом дрвених стубова који подржавају зидане украсне лукове, а при дну су парапети. У њој је кнез Милош обављао пријеме и свакодневне друштвене активности. Њени прозори гледају у башту, а одмах уз њу широке степенице воде у башту и тај улаз у кућу је шири од оног према улици. Два степеника диванхану визуелно и просторно дефинишу као посебан простор у ходнику и то такође потврђује њену симболичку улогу у истицању кнежевог статуса. Слично свакодневним и церемонијалним праксама отоманских паша, кнез Милош имао је ексклузивно право на истакнути положај у простору. Седео је у диванхани, на узвишеном месту, док су сви остали у Резиденцији заузимали просторно ниже положаје.
Већа диванхана на спрату је изнад доње. Ограђена је бочно зидовима, а има према централном простору само два стуба. Њен под био је у равни околног пода, а сви су били од дасака. 
Друга, мања диванхана је оријентисана ка улици, и споља је препознатљива по полукружном еркеру изнад улаза у конак. Она је и најнеприступачнија. Зидом и вратима, па чак и малим ходником испред ње, потпуно је одвојена од осталих просторија у кући, док су њени прозори, за разлику, од остале две диванхане, уместо према башти окренути ка улици. Ова одступања указују на то да је члановима владарске породице служила као нека врста мале личне осматрачнице за праћење уличних дешaвaњa, aли и као просторија у којој су могли да се воде поверљиви разговори. Просторно и функционално била је повезана с правом осматрачинцом на крову, одакле је стража контролисала читаву околину.

## Шире значење појма
Клаић наводи два значења речи Диванхана: (1) просторија за разговор и пушење; (2) трем у босанским кућама.
Према Шкаљићу диванхана је велико предсобље, односно ходник на спрату у старим кућама. На турском означава ходник или балкон, хол, предсобље.
У савременом турском диванхана „divanhane“ је архаизам за реч sofa. У Босни и данас постоји турцизам софа у значењу уздигнутог простора пред џамијом уз њен зид на коме муслимани клањају ако нема места у џамији, али и место на којем се седи у кући (нешто попут сећије).